# ريدمي نوت 10
ريدمي نوت 10 (بالإنجليزية: Redmi Note 10)‏ هي سلسلة هاتف ذكي يعمل بنظام أندرويد وهو جزء من سلسلة هواتف ريدمي نوت من ريدمي، إنها علامة تجارية فرعية لشركة شاومي، صدرت السلسلة في مارس 2021 في الهند وفي جميع أنحاء العالم، ومايو 2021 في الصين. وقد أتى بعد سلسلة الهواتف الذكية ريدمي نوت 9، التي صدرت في عام 2020.